# Acrachne perrieri
Acrachne perrieri är en gräsart som först beskrevs av Aimée Antoinette Camus, och fick sitt nu gällande namn av Sylvia Mabel Phillips. Acrachne perrieri ingår i släktet Acrachne och familjen gräs.
Artens utbredningsområde är Madagaskar. Inga underarter finns listade i Catalogue of Life.